# Opa (programspråk)
Opa är ett programspråk som används för att bygga skalbara webbapplikationer. 
Det kan användas både för klientsidan och serversidan, där kompletta program skrivs i Opa och sedan kompileras till Node.js på servern och JavaScript på klienten, där kompilatorn automatiserar all kommunikation mellan de två. Opa implementerar stark, statisk typning, vilket kan vara till hjälp för att skydda mot säkerhetsproblem som SQL-injektioner och skriptattacker.
Kärnspråket är funktionellt och har ett statiskt system med typinferens. Opa tillhandahåller också sessioner som kapslar in ett nödvändigt tillstånd och kommunicerar med hjälp av meddelandeförmedling, liknande Erlang-processer. Opa tillhandahåller många strukturer eller funktioner som är vanliga i webbutveckling, som förstklassiga objekt, till exempel HTML och parsers, baserat på "Parsing Expression Grammars". På grund av denna vidhäftning mellan språket och webbrelaterade koncept är Opa inte avsett för icke-webbapplikationer (till exempel stationära applikationer).